# استتار تاکتیکی
استتار تاکتیکی (انگلیسی: Tactical Screening) یک تاکتیک امنیتی دفاعی است که در آن از یک نیروی استتار متشکل از یک گروهان یا پاسگاه‌ها برای پنهان کردن ماهیت و قدرت یک نیروی نظامی، جلوگیری از مشاهده نزدیک شناسایی دشمن، ارائه هشدار اولیه در مورد نزدیک شدن دشمن، ایجاد مانع و آزار و اذیت بدنه اصلی دشمن با آتش غیرمستقیم و گزارش فعالیت بدنه اصلی دشمن استفاده می‌شود. در حالی که یک نیروی استتار با دشمن در تماس است، ممکن است گشت‌زنی کند، پاسگاه ایجاد کند و به نابودی واحدهای شناسایی دشمن کمک کند، آزادی مانور را حفظ می‌کند و به طور قاطع درگیر نمی‌شود.
یک مأموریت استتار به دنبال نابودی یا دفع نیروهای دشمن در صورت امکان، ارائه هشدار اولیه به شیوه‌ای دفاعی، جلوگیری از مشاهده نزدیک بدنه اصلی توسط واحدهای شناسایی دشمن است. یک استتار مؤثر می‌تواند محل شروع و پایان ارتش را پنهان کند و حمله از پهلو را دشوار سازد. در جنگ مدرن، استتار تاکتیکی توسط خودروهای زرهی، تانک‌های سبک و سواره‌نظام هوایی انجام می‌شود.